# Milliardær
En milliardær ejer en formue på mindst en milliard valutaenheder. Graden af rigdom varierer altså efter hvilken valuta det gælder.

## Dollarmilliardærer
Tidsskriftet Forbes publicerer en liste over verdens milliardærer i amerikanske dollar hvert år. I 2018 var der 2.200 dollarmilliardærer, der tilsammen havde en formue på 9,1 billioner dollar.
| År   | Antal dollarmilliardærer | Samlet formue af kendte dollarmilliardærer | Antal dollarmilliardærer | Antal dollarmilliardærer | Antal dollarmilliardærer | Antal dollarmilliardærer | Verdens rigeste person | Rigeste persons formue |
| År   | Antal dollarmilliardærer | Samlet formue af kendte dollarmilliardærer | USA                      | Kina                     | Rusland                  | Indien                   | Verdens rigeste person | Rigeste persons formue |
| ---- | ------------------------ | ------------------------------------------ | ------------------------ | ------------------------ | ------------------------ | ------------------------ | ---------------------- | ---------------------- |
| 2020 | 2,095                    | $10,2 bio.                                 | 614                      | 389                      | 99                       | 102                      | Jeff Bezos             | $188 mia.              |
| 2019 | 2,153–2,604              | $8.6–8.7 bio.                              | 609–705                  | 285–324                  | 98–102                   | 82–106                   | Jeff Bezos             | $131 mia.              |
| 2018 | 2,208–2,754              | $9.1–9.2 bio.                              | 585–680                  | 338–372                  | 96–111                   | 117–119                  | Jeff Bezos             | $133 mia.              |
| 2017 | 2,043                    | $7.71 bio.                                 | 565                      | 319                      | 106                      | 101                      | Jeff Bezos             | $99.6 mia.             |
| 2016 | 1,810                    | $6.48 bio.                                 | 540                      | 251                      | 75                       | 90                       | Bill Gates             | $75 mia.               |
| 2015 | 1,826                    | $7.05 bio.                                 | 536                      | 213                      | 88                       | 88                       | Bill Gates             | $79.2 mia.             |
| 2014 | 1,645                    | $6.4 bio.                                  | 492                      | 152                      | 111                      | 56                       | Bill Gates             | $78 mia.               |
| 2013 | 1,426                    | $5.4 bio.                                  | 442                      | 122                      | 110                      | –                        | Carlos Slim            | $73 mia.               |
| 2012 | 1,226                    | $4.6 bio.                                  | 425                      | 95                       | 96                       | –                        | Carlos Slim            | $73 mia.               |
| 2011 | 1,210                    | $4.5 bio.                                  | 413                      | 115                      | 101                      | –                        | Carlos Slim            | $74 mia.               |
| 2010 | 1,011                    | $3.6 bio.                                  | 404                      | 89                       | 62                       | –                        | Carlos Slim            | $53.5 mia.             |
| 2009 | 793                      | $2.4 bio.                                  | 359                      | 28                       | 32                       | –                        | Bill Gates             | $40 mia.               |
| 2008 | 1,125                    | $4.4 bio.                                  | 470                      | –                        | 87                       | –                        | Warren Buffett         | $62 mia.               |